# Pilonosi
Pilonosi (Pristiophoriformes) jsou řád žraloků, pro něž je typické protáhlé útlé tělo s dlouhým štíhlým zploštělým rypcem lemovaným ostrými, střídavě malými a velkými zuby. Řád zahrnuje pouze jedinou čeleď pilonosovití (Pristiophoridae).

## Popis
Pilonosi jsou malí žraloci s dlouhým, útlým válcovitým až mírně zploštělým tělem dorůstajícím délky do 1,5 m, výjimečně snad až k 1,7 m. Jejich hlava je dlouhá, dorzoventrálně zploštělá. Z přední části hlavy vyrůstá dlouhá plochý tenký rypec, po jehož stranách vyrůstá pár dlouhých vousků (jeden vousek na každé straně). Hrany rypce jsou lemovány výraznými, střídavě velkými a malými zuby, takže rostrum připomíná pilku. Tento výrazný znak pilonosů jim dal jméno nejen v češtině, ale i v dalších jazycích. Oči se nachází po stranách hlavy. Spirakulum je velké a bývá umístěno nad nebo za očima. Obě hřbetní ploutve jsou beztrné, řitní ploutev chybí. Prsní ploutve jsou dobře vyvinuty a jasně odděleny od hlavy. Na ocasním násadci jsou přítomny boční kýly, horní lalok ocasu je prodloužený, spodní ocasní lalok chybí. Mají 5 (rod Pristiophorus) až 6 (rod Plioterma) párů žaberních štěrbin, které jsou umístěny po stranách těla.
Pilonosi jsou morfologicky podobní pilounovitým (Pristidae), kteří také mají dlouhé pilkovité rostrum. Nicméně tyto taxony nejsou blízce příbuzné a k vývoji pilkovitého rypce u nich došlo nezávisle. Jejich klíčové odlišné znaky shrnuje následující tabulka.
|                  | Japanischer Sägehai                                 | Pristis pristis                                  |
| znak             | pilonosovití (Pristiophoridae)                      | pilounovití (Pristidae)                          |
| žaberní štěrbiny | laterální (po stranách těla)                        | ventrální (na spodní straně těla)                |
| vousky           | jeden pár vousků vyrůstající z rostra               | bez vousků                                       |
| zuby             | střídají se velké a malé                            | stejně velké                                     |
| habitat          | hluboké vody volného oceánu                         | mělké pobřežní vody                              |
| velikosti        | relativně malí, dorůstají 0,6–1,7 m                 | velcí, měří od 1,4–7,5 m                         |
| rostrum          | shora má trojúhelníkový tvar (ke konci se ztenšuje) | má obdélníkový tvar (stejná šířka po celé délce) |

## Výskyt
Pilonosi žijí ve vlažných až tropických vodách severozápadního a jihovýchodního Atlantiku, západní části Indického oceánu a západní části Tichého oceánu.

## Biologie
Jsou živorodí. Embrya se nejdříve vyživují v děloze skrze žloutkový váček, po jeho absorbování samice vrhá 5–17 mláďat. Občas se sdružují do větších hejn. Výrazné rostrum je sensoricky velmi citlivé a pilonosi díky němu dokáží zaznamenat vodní vibrace i elektrická pole, což jim pomáhá v lovení kořisti. Samci své rostrum patrně využívají i během námluv při zápasech o samice. Pilonosi nejsou člověku nebezpeční, naopak člověk ohrožuje pilonosy rybářstvím u dna, během kterého se pilonosi svým rypcem snadno zamotají do tažným sítí a zemřou vyčerpáním nebo na následky zranění.

## Systematika
Pilonosi (Pristiophoriformes) zahrnují pouze jedinou čeleď pilonosovití (Pristiophoridae). Rozlišují se dva rody, a sice Pliotrema (mají šest žaberních štěrbin, jsou rozšířeni v Indickém oceánu) a Pristiophorus (pět žaberních štěrbin, vyskytují se v Atlantském oceánu a Indo-Pacifiku). Je známo 10 druhů, přičemž hned několik druhů bylo popsáno až počátkem 21. století, mj. dva druhy byly popsány teprve v roce 2020.
- rod Pliotrema
  - Pliotrema annae Weigmann, Gon, Leeney, Barrowclift, Berggren, Jiddawi et Temple, 2020
  - Pliotrema kajae Weigmann, Gon, Leeney, Barrowclift, Berggren, Jiddawi et Temple, 2020
  - Pliotrema warreni Regan, 1906 – pilonos Warrenův
- rod Pristiophorus
  - Pristiophorus cirratus (Latham, 1794) – pilonos vouskatý
  - Pristiophorus delicatus Yearsley, Last & White, 2008
  - Pristiophorus japonicus Günther, 1870 – pilonos japonský
  - Pristiophorus lanae Ebert & Wilms, 2013
  - Pristiophorus nancyae Ebert & Cailliet, 2011
  - Pristiophorus nudipinnis Günther, 1870 – pilonos australský
  - Pristiophorus schroederi Springer & Bullis, 1960 – pilonos Schroederův